# Матияш, Богдана
Богдана Матияш (укр. Богдана Матіяш, 28 января 1982, Киев) — украинский поэт, переводчик, литературный критик.

## Биография
Окончила Киево-Могилянскую академию (2004), затем аспирант той же академии (2004-2008). Редактор киевского журнала и издательства Критика. Переводит с белорусского и польского языков (Анджей Стасюк, Мариуш Щигел и др.).
Старшая сестра — Дзвинка (Дзвенислава) Матияш (род. 1978) — прозаик, переводчик поэзии с польского и белорусского языков.

## Книги стихов
- Непроявленные снимки/ «Непроявлені знімки» (Киев, 2005)
- Разговоры с Богом/ «розмови з Богом» (Львов, 2007)
- Твои любимые собаки и другие животные/ «Твої улюблені пси та інші звірі» (Черновцы, 2011, 2012)

## Признание
Лауреат нескольких украинских и зарубежных премий. Стихи Матияш переведены на английский, немецкий, польский и др. языки.